# Ohio (Illinois)
Ohio és una població dels Estats Units a l'estat d'Illinois. Segons el cens del 2000 tenia 540 habitants.

## Demografia
Segons el cens del 2000, Ohio tenia 540 habitants, 219 habitatges, i 146 famílies. La densitat de població era de 278 habitants/km².
Dels 219 habitatges en un 32% hi vivien nens de menys de 18 anys, en un 56,6% hi vivien parelles casades, en un 7,8% dones solteres, i en un 32,9% no eren unitats familiars. En el 28,8% dels habitatges hi vivien persones soles el 16,9% de les quals corresponia a persones de 65 anys o més que vivien soles. El nombre mitjà de persones vivint en cada habitatge era de 2,47 i el nombre mitjà de persones que vivien en cada família era de 3,07.
Per edats la població es repartia de la següent manera: un 26,9% tenia menys de 18 anys, un 8,3% entre 18 i 24, un 26,7% entre 25 i 44, un 22,6% de 45 a 60 i un 15,6% 65 anys o més.
L'edat mediana era de 36 anys. Per cada 100 dones de 18 o més anys hi havia 86,3 homes.
La renda mediana per habitatge era de 40.179 $ i la renda mediana per família de 50.833 $. Els homes tenien una renda mediana de 39.500 $ mentre que les dones 20.208 $. La renda per capita de la població era de 18.858 $. Aproximadament el 2,8% de les famílies i el 3,6% de la població estaven per davall del llindar de pobresa.

## Poblacions més properes
El següent diagrama mostra les poblacions més properes.